# Радибош
 Тази статия е за селото в България.  За обезлюденото село в Гърция вижте Радибош (Драмско).  За селото в Република Северна Македония вижте Радибуш.
Радибош е село в Западна България. То се намира в община Радомир, област Перник.

## География
Намира се на 14 км от град Радомир. Има директен асфалтов път до язовир „Лобош“. Разпръснато на махали, някои отстоящи на километър от центъра на селото.

## История
Селото е създадено върху развалините на древното селище „Прохор“, играло важна роля като религиозен център по време на османската власт.

## Личности
Родени в Радибош
- Васил Иванов, български революционер от ВМОРО, четник на Боби Стойчев[2] и на Тане Николов[3]

## Религии
Църквата в селото е изградена по времето на Иван-Асен ІІ. По време на османската власт е била зарита под земята и чак след освобождението е достроявана до съвременните си размери.

## Културни и природни забележителности
В с. Радибош има реставрирана църква, която е на 800 години и килийно училище на 180 г. Всъщност църквата „Св. Петка“ е на 800 години според местните, но действително е паметник на културата от 16 век със запазени интересни стенописи. Точната датировка е спорна. Според плочата в килийното училище в църквата, в него през 1870 година отсяда Васил Левски и основава революционен комитет.
Селото има и втора църква с построен манастир към нея, намираща се по стария път от Радибош към с. Пчелинци, от което сега е останало само старото училище, като другата част от селото е под водите на язовир „Пчелина“ или Лобош както го знаят хората. Но властта преди промените беше обърнала манастира на овчарник и много малко неща са запазени и то главно в църквата.
Също така там се издига паметник на загиналите радибошчани в българските въстания. Отсреща-малка горичка за разходки, по която се стига до манастир „Света Троица“.

## Редовни събития
Празникът на селото е на 26 май. Всяка година там се събират жителите на селото и хора от близките градове.
Традиционният курбан на Спасов ден и събора на селото който се състои по време на храмовия празник.

## Други
В центъра се намира клубът „Васил Левски“, в който се събират всички съселяни.
Морският нос Радибош на полуостров Тринити в Антарктика е наименуван в чест на селището.